# Mario (film, 2018)
Pour les articles homonymes, voir Mario.
Pour plus de détails, voir Fiche technique et Distribution.
Mario est un film dramatique suisse coécrit et réalisé par Marcel Gisler, sorti en 2018.

## Synopsis
Venu d’Allemagne, Leon est engagé comme nouvel attaquant et dont Mario, jeune footballeur suisse-allemand, tombe amoureux. C’est toute la première fois de sa vie qu’il s’éprend d’un homme. Peu à peu, la relation se construit et se complique au moment où les rumeurs circulent dans son équipe. Le souci, c’est que Mario risque de perdre sa carrière et surtout son intégration dans un club de première division…

## Fiche technique
- Titre original et français : Mario
- Réalisation : Marcel Gisler
- Scénario : Marce Gisler, Thomas Hess et Frederic Moriette, d’après l’idée de Thomas Hess
- Décors : Kathrin Brunner
- Costumes : Catherine Schneider
- Photographie : Sophie Maintigneux
- Son : Felix Bussmann
- Montage : Thomas Bachmann
- Musique : Michael Duss, Christian Schlumpf et Martin Skalsky
- Production : Rudolf Santschi ; Theres Scherer-Kollbrunner (coproductrice)
- Société de production : Triluna Film AG ; Carac Films, Schweizer Radio und Fernsehen (SRF) et Teleclub AG (coproductions)
- Société de distribution : Frenetic Films ; Epicentre Films (France)
- Pays d’origine :  Suisse
- Langues originales : Suisse-allemand
- Genre : drame
- Durée : 119 minutes ; 124 minutes (version longue)
- Dates de sortie :
  - Suisse : 27 janvier 2018 (Journées cinématographiques de Soleure) ; 22 février 2018 (sortie nationale)
  - France : 3 juillet 2018 (DVD) ; 1er août 2018 (VOD)

## Distribution
- Max Hubacher : Mario Lüthi
- Aaron Altaras : Leon Saldo
- Jessy Moravec : Jenny Odermatt
- Jürg Plüss : Daniel Lüthi
- Doro Müggler : Evelyn Lüthi
- Joris Gratwohl: Roger Maillard
- Andreas Matti : Peter Gehrling
- Scherwin Amini : Claudio Lafranconi
- Fabrizio Borsani : Luc Columbier
- Julian Koechlin : Eric Kalterer
- Gabriel Noah Maurer : Simon Bucher
- Stallone Anderson : Lukas Ammann
- Beat Marti : Frei
- Matthias Neukirch : Christian Zischler

## Accueil
Critique
Baptiste Savignac du Figaro avoue que « le casting très convaincant magnifie une romance attachante qui n’est pas sans rappeler Le Secret de Brokeback Mountain de Ang Lee, l’intimité entre les deux hommes racontée avec la pudeur nécessaire ».

## Distinctions

### Récompenses
- Rencontres In&Out 2018 : Mention spéciale du jury[2]

### Sélections
- Rencontres In&Out 2018 : En compétition pour l'Esperluette du meilleur long-métrage

### Documentation
- Dossier de presse Mario
- Baptiste Savignac, « Marcel Gisler, réalisateur de Mario : « être footballeur pro et gay, ce n'est pas encore possible » [interview] », sur Le Figaro, 1er août 2018.